# Thomas Monberg
Thomas Monberg, né le 19 avril 1976 à Horsens (Danemark), est un homme politique danois, membre de la Social-démocratie.

## Biographie
Thomas Monberg est imprimeur graphique de profession. Engagé au sein de la Social-démocratie, il est conseiller municipal de Horsens de 2014 à 2022.
Il est élu député au Folketing lors des élections législatives du 1er novembre 2022. Après le scrutin, il devient le porte-parole du groupe social démocrate pour le logement. Il quitte ce rôle en septembre 2024 pour devenir porte-parole de son groupe pour l'environnement.